# Stolnica v Christchurchu
Stolnica v Christchurchu, imenovana tudi Stolnica Kristusove cerkve je razkonfekcijska anglikanska stolnica v mestu Christchurch na Novi Zelandiji. Zgrajena je bila med letoma 1864 in 1904 v središču mesta, obdana s Stolničnim trgom. Postal je stolni sedež škofa Christchurcha, ki je v novozelandski tikangi Anglikanske cerkve v Aotearoi, Novi Zelandiji in Polineziji.
Potresi so večkrat poškodovali stavbo (večinoma zvonik): leta 1881, 1888, 1901, 1922 in 2010. Potres v Christchurchu (2011) je uničil zvonik in zgornji del stolpa ter močno poškodoval preostali del stavbe. Spodnji del stolpa je bil porušen takoj po potresu leta 2011, da bi olajšali iskanje in reševanje. Preostanek stolpa je bil porušen marca 2012. Močno poškodovana zahodna stena, v kateri je bila rozeta, se je delno porušila v potresu junija 2011 in utrpela dodatno škodo v potresih decembra 2011. Anglikanska cerkev se je odločila porušiti stavbo in jo nadomestiti z novo strukturo, vendar so različne skupine nasprotovale nameram cerkve, z ukrepi, vključno s tožbo na sodišču. Medtem ko so bile sodbe večinoma v prid cerkvi, po odstranitvi stolpa v začetku leta 2012 ni prišlo do nadaljnjega rušenja. Vlada je izrazila zaskrbljenost zaradi zastoja in imenovala neodvisnega pogajalca, septembra 2017 pa je škofijski sinod Christchurch objavil, da bo stolnica Christchurch obnovljena po obljubah o dodatnih nepovratnih sredstvih in posojilih lokalne in centralne vlade. Do sredine leta 2019 so se začela zgodnja načrtovanja in stabilizacijska dela.
Od 15. avgusta 2013 stolno občestvo opravlja bogoslužje v nadomestni Kartonski stolnici.

## Zgodovina
Začetki stolnice segajo v načrte združenja Canterbury, katerega cilj je bil zgraditi mesto okoli osrednje stolnice in kolidža v regiji Canterbury, ki temelji na angleškem modelu cerkve Christchurch v Oxfordu. V prvotni raziskavi mesta Christchurch (znani kot Black Map), opravljeni leta 1850, je bilo predvideno, da bosta kolidž in stolnica zgrajena na Stolničnem trgu. Ugotovljeno je bilo, da površina, namenjena kolidžu, ni zadostna, zato je Henry Sewell junija 1853 predlagal, da jo premaknejo na zemljišče, rezervirano za botanične vrtove Christchurch. Ta transakcija je bila formalizirana z Odlokom o Stolničnem trgu iz leta 1858, ki ga je sprejel provinčni svet Canterburyja oktobra 1858. Odlok je dovoljeval, da ulica Colombo poteka skozi sredino Stolničnega trga v zakonski širini 1,5 verig (30 m) s stolnico na zahodu.
Henry Harper, prvi škof Christchurcha, je prišel leta 1856 in začel voditi projekt stolnice. Leta 1858 je projekt odobrila škofija in načrt je bil naročen pri Georgeu Gilbertu Scottu, plodovitem britanskem arhitektu, znanem po svojih gotskih cerkvah in javnih zgradbah (kasneje je zgradil železniško postajo St. Pancras v Londonu in škofovsko stolnico sv. Marije v Edinburghu). Scott nikoli ni obiskal Christchurcha, ampak je nadzor nad projektom predal Robertu Speechlyju. Scott je že prej zasnoval leseno cerkev, katere načrte je leta 1851 prejel častiti Thomas Jackson, vendar niso bili nikoli uporabljeni.
Tik preden so se začela dela na temeljih, je bila trasa ulice Colombo skozi Stolnični trg spremenjena z uvedbo ovinka proti zahodu, pri čemer je imela zahodna stran zakonite ceste polmer 3 verig 75 členov (75 m), stolnico postaviti nekoliko bolj zahodno, tako da bo njen stolp viden vzdolž ulice Colombo od daleč.
Scottov izvirni načrt je bil za stolnico v neogotskem slogu, zgrajeno predvsem iz lesa. Škof Harper pa je trdil, da bi morala biti stolnica zgrajena iz kamna, in do leta 1862 so Scottovi revidirani načrti, ki so bili posredovani škofu, pokazali notranji leseni okvir s kamnito zunanjostjo. Nadaljnji pritisk za cerkev, ki je v celoti iz kamna, in zaskrbljenost zaradi pomanjkanja lesa v Canterburyju sta pripeljala do tega, da je Scott predložil alternativne načrte za kamnito arkado in svetišče. Ti načrti so prispeli na Novo Zelandijo leta 1864.
Temeljni kamen je bil položen 16. decembra 1864, vendar je bilo zaradi pomanjkanja denarja v novonastalem mestu gradnja konec leta 1865 ustavljena. Na začetku projekta je bil Christchurch še vedno majhno mesto (moških je bilo le 450 ljudi) in je zbiralo sredstva za gradnjo izkazalo za težko. Komentatorji tistega časa so izrazili svoje razočaranje nad pomanjkanjem napredka – romanopisec Anthony Trollope jih je obiskal leta 1872 in omenil »ničeve temelje« kot »ogromno evidenco neuspeha«.
Leta 1873 je novi rezidenčni arhitekt, Novozelandec Benjamin Mountfort, prevzel projekt in gradnja se je znova začela. Mountfort je prilagodil Scottovo zasnovo, dodal stolpne balkone in zahodno verando ter okrasne podrobnosti, kot so krstilnik, prižnica in vitraj. Prvotni načrti so predvidevali leseno gradnjo, vendar so se spremenili z odkritjem lokalnega vira kakovostnega kamna. Za nosilce strehe sta bila uporabljena totara in les matai s polotoka Banks.
Ladja, dolga 30 m in stolp sta bila posvečena 1. novembra 1881. Ko je leta 1898 Mountfort umrl, je njegov sin Cyril Mountfort (1852–1920) prevzel delo nadzornega arhitekta in nadziral dokončanje kora, transeptov in apside, ki so bili vsi dokončani do leta 1904. Christchurch Beautifying Society je zasadila dve platani na jug leta 1898.
Družina Rhodes, ki je prispela v Canterbury pred prvimi štirimi ladjami, je zagotovila sredstva za stolp in zvonik. Robert Heaton Rhodes je zgradil stolp v spomin na svojega brata Georgea, zvonik pa so dodali Georgeovi otroci. Družina je kupila osem zvonov in spominsko okno ter po potrebi plačala obnovo. Maja 2012 so v severni steni odkrili Rhodesovo spominsko okno, ki prikazuje sv. Janeza Evangelista.
Stolp je segal do 63 metrov nad Stolnični trg, javni dostop pa je zagotavljal dober razgled na središče mesta. Štirikrat so zvonik poškodovali potresi. Stolp je prvotno vseboval zvonjenje desetih zvonov, ki jih je ulil John Taylor & Co iz Loughborougha in so jih obesili leta 1881. Prvotne zvonove je leta 1978 zamenjalo 13 novih zvonov, prav tako ulitih v Taylorsu.
Leta 1894 je Elizabeth, vdova Alfreda Richarda Creykeja, poskrbela za gradnjo zahodne verande v njegov spomin. Na južni strani ladje je spominsko okno Watts-Russell v spomin na njenega prvega moža.
Stolnica je bila v letih 2006 in 2007 deležna večjih prenov, vključno z zamenjavo prvotnih strešnih plošč.

## Potresi
Regija Canterbury je doživela številne potrese in tako kot mnoge stavbe v Christchurchu je tudi stolnica utrpela potresno škodo.
1881
V enem mesecu po posvetitvi stolnice je bil kamen odmaknjen s končne kapice zvonika, tik pod končnim križem.
1888
Zaradi potresa v Severnem Canterburyju 1. septembra 1888 je z vrha zvonika padlo približno 8 metrov kamnitega dela. Kamniti zvonik je bil zamenjan.[21]
1901
Zaradi potresa Cheviot 16. novembra 1901 je vrh zvonika znova padel. Zamenjali so ga z bolj prožno strukturo iz avstralskega trdega lesa, obloženega s preperelo bakreno pločevino, z notranjim masnim dušilcem. Popravila je financirala družina Rhodes.
1922
Eden od kamnitih križev je padel med potresom v Motunau 25. decembra 1922.
2010
4. september 2010 Potres v Canterburyju je povzročil nekaj površinske škode in stolnica je bila zaprta zaradi inženirskih pregledov do 22. septembra 2010, ko je veljalo, da jo je varno ponovno odpreti. Nadaljnja škoda je nastala v popotresnem sunku na dan boksinga 26. decembra.
2011 februar
Potres z magnitudo 6,3 22. februarja 2011 je pustil poškodovano stolnico in več okoliških stavb v ruševinah. Stolp je bil popolnoma uničen, ostala je le spodnja polovica stolpa. Medtem ko so stene in streha ostali večinoma nedotaknjeni, je zatrep zahodne sprednje strani utrpel škodo, streha nad zahodnim delom severne ladje, ki je najbližja stolpu, pa se je zrušila zaradi padajočih ostankov stolpa. Ogled je pokazal, da so stebri, ki podpirajo stavbo, močno poškodovani; pričakovana je bila nadaljnja preiskava poškodb temeljev, da bi ugotovili, ali bi lahko stolnico na tem mestu ponovno zgradili.
Predhodna poročila so pokazala, da je bilo v stolpu v času njegovega zrušitve kar 20 ljudi, vendar temeljit pregled mestnih ekip za iskanje in reševanje ni našel trupel.
2011 junij
Stolnica je 13. junija 2011 utrpela dodatno škodo zaradi potresa z magnitudo 6,4 junija 2011 v Christchurchu, pri čemer je rozeta v zahodni steni padla noter in sprožila vprašanje, »... ali je bilo treba stolnico razkonstruirati in porušiti.«
december 2011
Stolnica je utrpela dodatno škodo zaradi roja potresov 23. decembra, največji z močjo 6,0 po Richterjevi lestvici, med katerimi se je porušilo tisto, kar je ostalo od rozete.

## Notranjost
Retabel velikega oltarja je bil narejen iz desk kauri (Agathis australis) s starega mostu čez reko Hurunui in vključuje šest izrezljanih figur: Samuel Marsden, naddiakon Henry Williams, Tāmihana Te Rauparaha, škof George Selwyn, škof Henry Harper in škof John Patteson.
Prižnica, ki jo je oblikoval Mountfort, je v spomin na Georgea Selwyna, prvega in edinega škofa Nove Zelandije. Mountfort je oblikoval tudi krstilnik, ki ga je podaril Arthur Penrhyn Stanley, dekan Westminstra v spomin na svojega brata, kapitana Owena Stanleyja iz HMS Britomart, ki je prispel v Akaroo leta 1840.
Stolnica vsebuje stol in spomenik škofu Harperju, prvemu škofu Christchurcha in drugemu primasu Nove Zelandije, ki je položil temeljni kamen leta 1864 in pridigal pri posvetitvi leta 1881. Na zahodni verandi so kamni iz Canterburyjske stolnice, samostana Christchurch, opatije Tintern, Glastonburyjske opatije, Herodovega templja, stolnice svetega Pavla in Kristusove cerkve v Oxfordu.
Severna stena vključuje poslikavo iz intarziranega marmorja in enkavstičnih ploščic, ki jo je leta 1885 podaril stolnični ceh in vključuje motive fylfota. Spominsko okno nad fresko je bilo podarjeno v spomin na Sir Thomasa Tancreda, Bt (1808–1880).
Kapelo svetega Mihaela in svetega Jurija je odprl generalpodpolkovnik Sir Bernard Freyberg, VC, generalni guverner, na dan spomina (6. november 1949) in jo posvetil nadškofu Campbellu West-Watsonu.

## Seznam dediščine
7. aprila 1983 je Novozelandski sklad za zgodovinske kraje registriral cerkev kot zgodovinski kraj I. kategorije, registrska številka 46. To je edina cerkev, ki jo je načrtoval Scott na Novi Zelandiji. Na njegovo zasnovo je močno vplival Mountfort. Je glavna znamenitost in turistična atrakcija, za mnoge pa simbolizira ideale prvih naseljencev. Obstajajo številne spominske table in spominska okna, ki spominjajo na zgodnje ljudi in zgodovino regije. Na primer, seznam 84 članov Canterbury Association je bil prvič sestavljen za prvi zvezek Zgodovine Canterburyja. Še pred izidom zgodovine leta 1957 je bila leta 1955 v zahodno verando nameščena spominska tabla članov.

## Predlagana rušitev
28. oktobra 2011 je bilo napovedano, da bo stavba razposvečeno in vsaj delno porušena, čeprav ni bilo jasno, ali bodo kakšni deli obdržani in vključeni v prihodnjo stavbo; to bi bilo odvisno od stanja, ugotovljenega med delom. Stolnica e bila razposvečena 9. novembra 2011.
2. marca 2012 je škofija Victoria Matthews napovedala, da bo stavba porušena. Podvomila je o varnosti stavbe in izjavila, da bi lahko obnova stala 50 milijonov novozelandskih dolarjev več, kot bi krilo zavarovanje, in da bi na njenem mestu zgradili novo stolnico.
Odločitev je podprlo 70 lokalnih cerkva Christchurcha in krščanskih skupin.
Septembra 2012 je škof Matthews predlagal, da bi novo cerkev delili z rimskokatoliško skupnostjo, saj je bil v potresih poškodovan tudi njihov bogoslužni prostor. Rimskokatoliška škofija ni bila dovzetna za idejo.

### Opozicija
Rušenju je nasprotovala skupina za dediščino, vključno z Unescovim centrom za svetovno dediščino. Lokalni lik, Wizard of New Zealand, je protestiral in pozval k rešitvi stolnice.
Kit Miyamoto, ameriški gradbeni inženir in strokovnjak za potresno obnovo, je po potresu septembra 2010 pregledal stolnico. Navedel je svoje izkušnje, ko je izjavil, da je obnova in okrepitev stavbe hkrati »izvedljiva in cenovno dostopna«.
Aprila 2012 je skupina inženirjev iz novozelandskega društva za potresno inženirstvo sprožila peticijo, v kateri je zahtevala podporo 100 kolegov za ustavitev rušenja. Trdili so, da obstaja tudi pravna možnost. Istega meseca je bila ustanovljena skupina Restore Christchurch Cathedral Group, ki je iskala podpise za peticijo za rešitev stolnice.

### Napredek
Konec marca 2012 se je začelo rušenje, ki je vključevalo odstranitev oken in rušenje stolpa. Do 23. aprila 2012 je bil odstranjen vitraž devetih oken in začelo se je rušenje zidov stolpa, da se omogoči varen dostop do nadaljnjih vitražev. 15. novembra 2012 je višje sodišče izdalo vmesno sodbo, s katero je ugodilo zahtevku za sodno presojo, ki ga je vložil sklad Great Christchurch Buildings Trust, s katerim je izpodbijalo zakonitost odločitve o rušenju. To je ustavilo nadaljnje rušenje.
Čeprav je sprejelo, da je treba zahtevi za sodno presojo ugoditi, sodišče v tej fazi ni razveljavilo odločitve cerkve. Ker je škofija nakazala, da želi na tem mestu ponovno zgraditi, je bila njena odločitev o rušenju 'nepopolna', ne pa tudi nezakonita. Rečeno je bilo, da bi morala imeti škofija možnost, da premisli in dopolni svojo odločitev glede na vmesno sodbo. Pri odobritvi revizije je sodnik Chisholm razsodil, da se mora škofija uradno zavezati k obnovi stolnice na Stolničnem trgu, vendar ni bila dolžna posnemati stolnice, kakršna je bila pred potresom. Sodnik Chisholm ni določil nobenega časovnega okvira, vendar je odločil, da želi, da se pregled izvede 'čim prej'.
V začetku decembra 2013 je vrhovno sodišče zavrnilo ponudbo za ohranitev stolnice. Medtem ko je škofija to razlagala kot svobodo, da poruši stavbo in nadaljuje z načrti za zamenjavo, se rušenje ni ponovno začelo, saj je bil še en sodni postopek v teku. Julija 2015 je minister za obnovo po potresu Gerry Brownlee pisal cerkvenim voditeljem in izrazil zaskrbljenost, da pomanjkanje napredka zadržuje obnovo osrednjega mesta po potresu. Septembra je škof Matthews objavil, da se je cerkev strinjala s predlogom neodvisnemu pogajalcu, ki ga je imenovala vlada, med skrbniki cerkvene lastnine in Great Christchurch Building Trust. V zvezi z imenovanjem ni bilo nobene uradne objave, časnik The Press iz Christchurcha pa je pozneje oktobra poročal, da je bila po njihovem razumevanju za to vlogo imenovana Miriam Dean QC. Navedeno je bilo tudi, da so vse strani podpisale sporazume o zaupnosti. Potrditev za imenovanje dekana je bila objavljena sredi decembra. 23. decembra je škof Matthews objavil, da se je cerkev strinjala z dekanovim poročilom, v katerem je navedeno, da bi »lahko stavbo bodisi rekonstruirali tako, da se 'neloči' od predpotresne stolnice, bodisi zamenjali«. S tem se konča več kot triletni zastoj, pri čemer so se vse strani strinjale s poročilom, cerkvena hierarhija pa je zdaj odprta za ponovno vzpostavitev, kar ni bila možnost, o kateri prej niso razmišljali.
Obvestila o pobudah za obnovo so bila pričakovana konec leta 2016 in nato v začetku leta 2017, vendar se ni zgodilo nič. Aprila 2017 so anglikanski voditelji objavili, da so naročili še eno javnomnenjsko raziskavo; peti po dveh večjih raziskavah v letih 2013 in 2014. To je bilo utemeljeno s potrebo po »najnovejših informacijah«, vendar so kritiki to videli kot še eno taktiko zavlačevanja. Maja 2017 je škof Matthews objavil, da je prenesla pristojnost odločanja s skrbnikov cerkvene lastnine (tj. zakonitih lastnikov zemljišč in stavb) na 225-člansko škofijsko sinodo. Sinoda se sestaja enkrat letno, naslednja seja pa je bila predvidena septembra. Nova ministrica za obnovo po potresu Nicky Wagner je izjavila, da je »globoko razočarana«, saj je upala na preboj. Županja Lianne Dalziel je pozvala vlado, naj razmisli o uporabi svojih izrednih pooblastil za prevzem lastništva stavbe kot zadnje možnosti za začetek prenove.
Na zasedanju škofijske sinode 9. septembra 2017 je škof Matthews objavil, da je sinoda s 55-odstotno večino glasovala za ponovno vzpostavitev stolnice Christchurch. Ocenila je, da bo projekt končan v 10 letih.

## Predlagana ponovna vzpostavitev
22. avgusta 2018 je bil podpisan sporazum, ki je ustanovil podjetje, Christ Church Cathedral Reinstatement Limited, za ponovno vzpostavitev stolnice. Fizična dela obsegajo kombinacijo sanacije, obnove in potresne utrditve. Ojačitev vključuje odstranitev notranjih sten, tako da je mogoče odstraniti polnilo iz ruševin in ga nadomestiti s konstrukcijskim jeklom ali betonom. Naknadno bo vgrajena tudi osnovna izolacija. Holmes Consulting je bil imenovan za strukturno inženirsko načrtovanje, Warren in Mahoney pa zagotavljata arhitekturne storitve. Leta 2017 so bili stroški obnove prvotno ocenjeni na 104 milijone novozelandskih dolarjev, do oktobra 2020, ko so bili objavljeni načrti za obnovo, pa so se povečali za skoraj 50 odstotkov na 154 milijonov novozelandskih dolarjev (101,8 milijona ameriških dolarjev). Novi načrti vključujejo muzej in center za obiskovalce s kavarno na severu ter poslovno stavbo z župnijsko hišo na jugu. Načrti zahtevajo, da se vojni spomenik državljanom odstrani. Prestavljen bo na mesto starega policijskega kioska in ponovno nameščen za dan ANZAC 2022; da bi se to zgodilo, je bil policijski kiosk porušen.

## Prehodna stolnica
Gradnja prehodne stolnice se je začela 24. julija 2012. Mesto na vogalu ulic Hereford in Madras, nekaj ulic od stalne lokacije, je bilo blagoslovljeno aprila 2012. Zasnoval jo je arhitekt Shigeru Ban in sprejme približno 700 ljudi. Pričakovali so, da bo dokončana do božiča 2012, vendar je bil datum dokončanja prestavljen na julij in nato na avgust 2013, posvetitev pa je potekala 15. avgusta. Materiali, uporabljeni pri njegovi konstrukciji, vključujejo kartonske cevi, les in jeklo.
Novembra 2012 je škofija začela zbirati sredstva za plačilo projekta v vrednosti 5 milijonov novozelandskih dolarjev, potem ko je sodnik višjega sodišča navedel, da morda ni zakonito zgraditi začasne stolnice z izplačilom zavarovalnine.